# 豊岡特別地域気象観測所
豊岡特別地域気象観測所（とよおかとくべつちいききしょうかんそくしょ）は、兵庫県豊岡市桜町にある気象庁神戸地方気象台が管理する観測所。

## 設置
香住町・豊岡町・八鹿町が測候所の誘致を争った結果、1917年（大正6年）に山王山の南鞍部へ設置されることとなった。
「神戸測候所但馬出張所新設理由書及事業計画」には、兵庫県は南北で気候が大きく異なること、特に養蚕の期間中は出張観測のみでは不十分であることなどが新設理由として記載され、別紙として観測所が複数存在する府県の一覧も添付された。当初は一日3回の観測と但馬地域内の天気予報・警報業務が行われていた。

## 年表
- 1917年12月1日 - 観測所が山王山に設置され、観測回数は当初一日3回のち6回となった[4]。
- 1919年 - 地震計が設置された[3]。
- 1925年 - 北但馬地震の際には機器のほとんどが損傷したが、1926年9月に地震計が再設置され、強震計も取り付けられた[3]。
- 1928年（昭和3年）8月2日 - 神武山西端へ移転した[3][4]。
- 1962年6月14日 - 桜町へ移転した[4]。
- 2004年（平成16年）10月 - 台風23号による浸水に伴い観測業務が一時停止された。
- 2007年10月1日 - 機械化・無人化され、「豊岡測候所」から「豊岡特別地域気象観測所」となった[5]。

## その他
山王山の跡地には、1934年（昭和9年）10月10日に忠霊塔が建設された。
豊岡特別地域気象観測所に隣接する市街地循環バス「コバス」の停留所名は2018年現在も「豊岡測候所前」である。

## ギャラリー

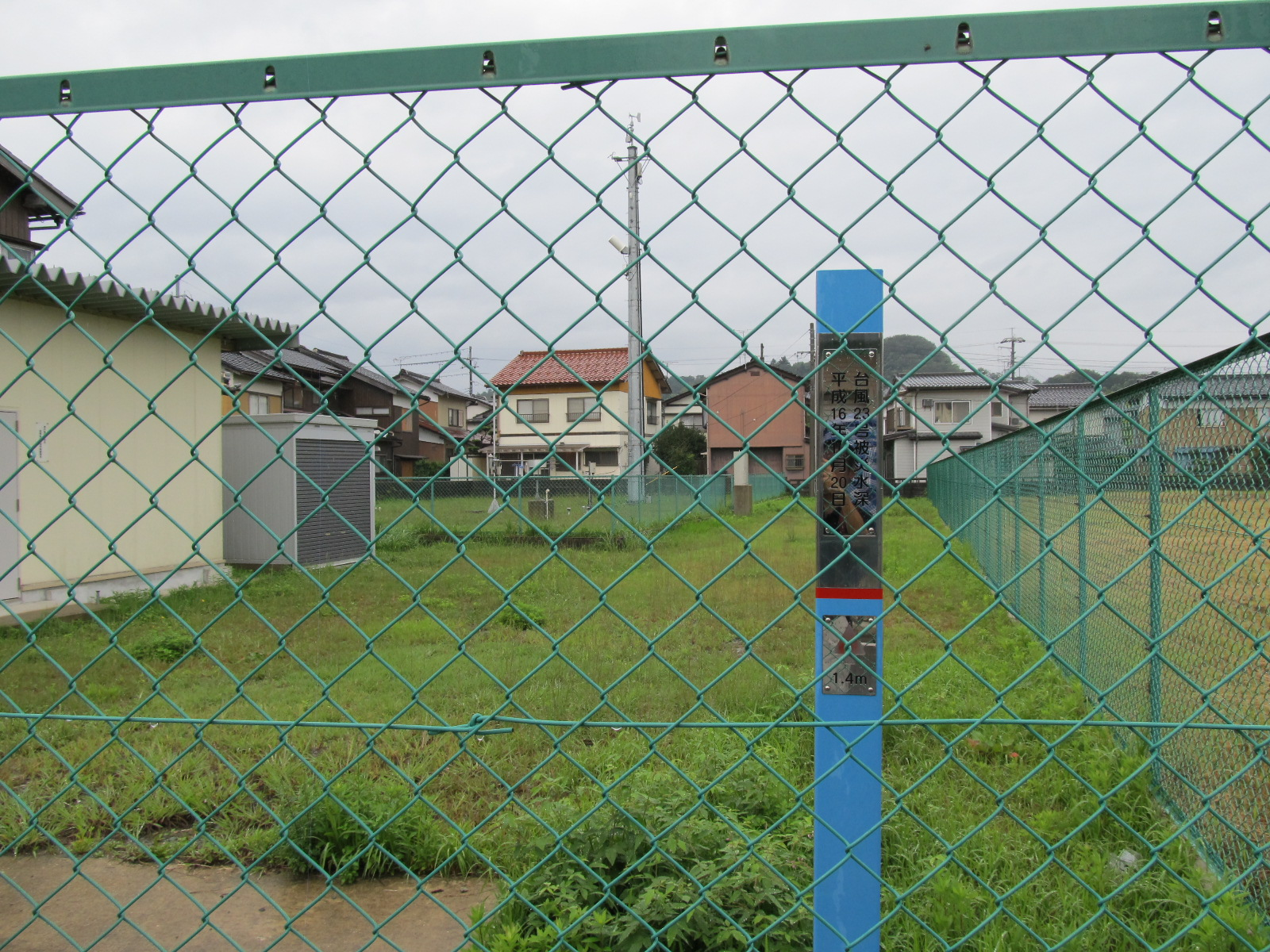
豊岡特別地域気象観測所と被災水深を示す標柱
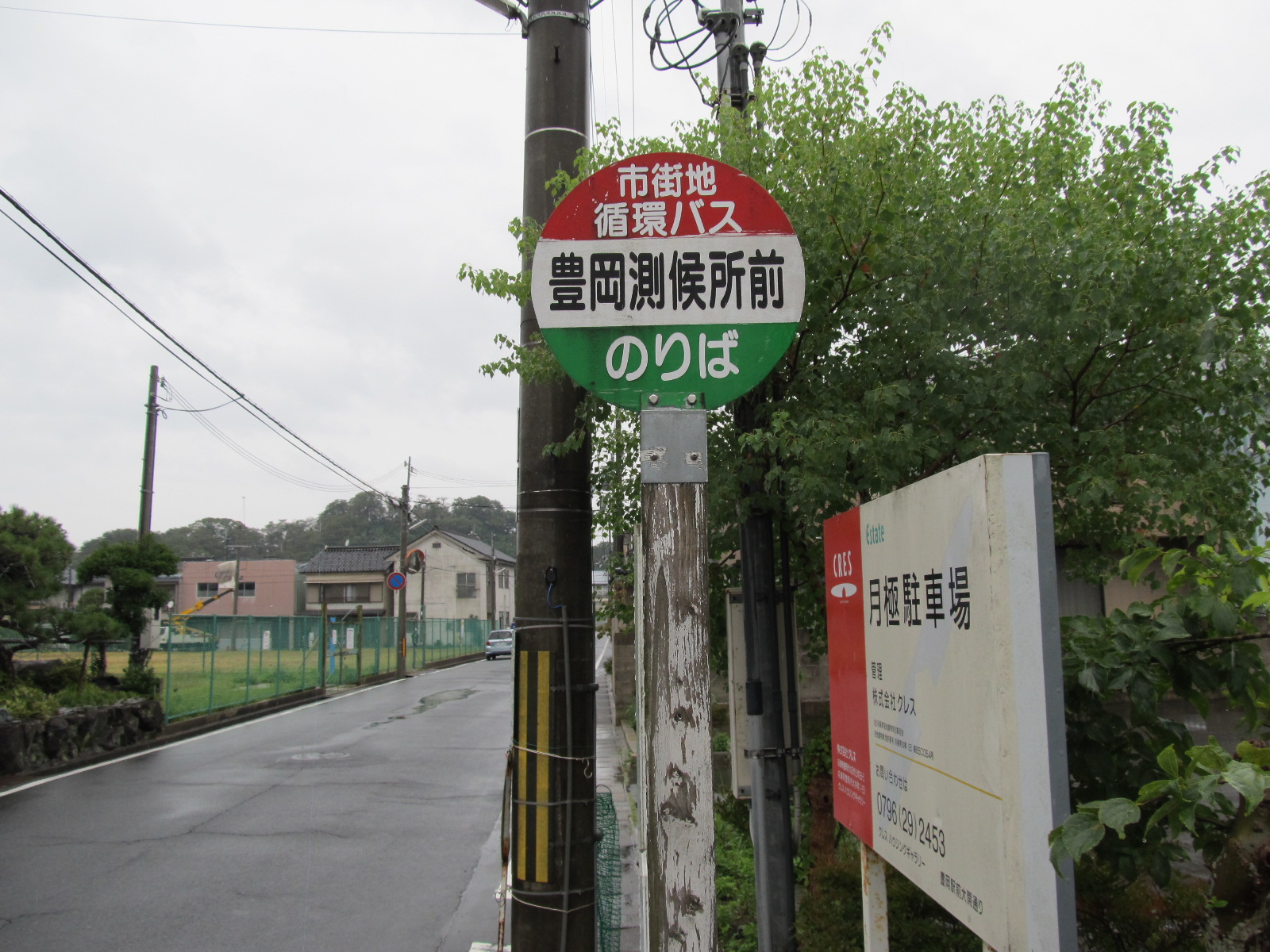
豊岡測候所前バス停（2015年）